# Evidence as to Man's Place in Nature
Evidence as to Man's Place in Nature és un llibre publicat l'any 1863 escrit per Thomas Henry Huxley, en el qual ofereix les evidències de l'evolució de l'home i els simis des d'un antecessor comú. Va ser el primer llibre dedicat a l'evolució humana i debat sobre les evidències anatòmiques i d'altres.

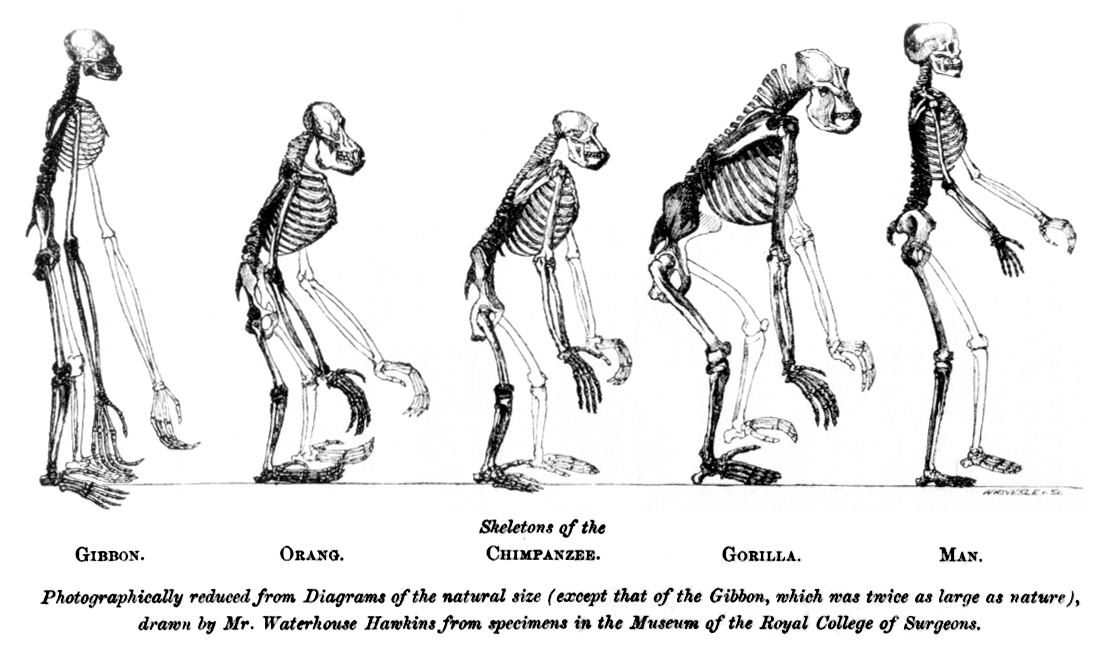
Il·lustració de la portada del llibre on s'apliquen les teories de Charles Darwin.

Aquest llibre va ser publicat cinc anys després que Charles Darwin i Alfred Russel Wallace anunciessin la seva teoria de l'evolució mitjançant la selecció natural, i quatre anys després de la publicació del Origin of Species de Darwin.

## Estructura del llibre
Té tres capítols:
- I. On the natural history of the man-like Apes p1–56.
- II. On the relations of Man to the lower animals p57–112.
- III. On some fossil remains of Man p119–159.

## Conclusió de Huxley
La conclusió de Huxley és que l'home difereix dels simis a nivell de família, la qual cosa es pot comparar amb l'opinió actual sobre que la distinció entre els grans simis i l'home és a nivell de subfamília, Homininae o a nivell de tribu, Hominini o fins i tot a nivell de subtribu: els Hominina.